# Franklin and Bristol Railroad
Die Franklin and Bristol Railroad ist eine ehemalige Eisenbahngesellschaft in New Hampshire (Vereinigte Staaten). Sie wurde am 8. Juli 1846 gegründet und baute eine 20,65 Kilometer lange Strecke, die in Franklin von der Hauptstrecke der Northern Railroad abzweigte und nordwärts entlang des Westufers des Pemigewasset River bis nach Bristol verlief. Sie wurde Ende 1847 eröffnet. Im April 1848 pachtete die Northern Railroad die Franklin&Bristol und kaufte die Bahn am 31. Januar 1849 endgültig. Die Strecke wurde 1940 stillgelegt.